# Passa Sete
Passa Sete là một đô thị thuộc bang Rio Grande do Sul, Brasil. Đô thị này có diện tích 304,76 km², dân số năm 2007 là 5012 người, mật độ 16,45 người/km².